# Audrey Flack
Audrey Flack, född 30 maj 1931 i New York, död 28 juni 2024 i Southampton, New York, var en amerikansk målare och skulptör. Hon ägnade sig initialt åt abstrakt konst, influerad av bland andra Franz Kline. Med tiden omfamnade hon neorealismen för att under 1960-talet utföra konstverk inom fotorealism.
Flack är representerad vid bland annat Museum of Modern Art, Solomon R. Guggenheim Museum, Metropolitan Museum of Art, Smithsonian Institution och National Gallery of Victoria.